# Hubert Védrine
Hubert Védrine (Saint-Silvain-Bellegarde, 31 de julio de 1947) es un político socialista francés. 
Es Licenciado en Historia por el Instituto de Estudios Políticos de París y la Escuela Nacional de Administración. Fue Secretario General de la Presidencia de la República con François Mitterrand, y Ministro de Asuntos Exteriores con Lionel Jospin (1997 - 2002).